# Lijst van nummer 1-hits in de Nederlandse Top 40 in 1980
Deze hits stonden in 1980 op nummer 1 in de Nederlandse Top 40.
| Nummer | Datum        | Artiest                                       | Titel                            |
| ------ | ------------ | --------------------------------------------- | -------------------------------- |
| 231    | 5 januari    | Earth & Fire                                  | Weekend                          |
| 232    | 12 januari   | ABBA                                          | I have a dream                   |
|        | 19 januari   | ABBA                                          | I have a dream                   |
|        | 26 januari   | ABBA                                          | I have a dream                   |
| 233    | 2 februari   | Sugarhill Gang                                | Rapper's delight                 |
|        | 9 februari   | Sugarhill Gang                                | Rapper's delight                 |
|        | 16 februari  | Sugarhill Gang                                | Rapper's delight                 |
| 234    | 23 februari  | Don McLean                                    | Crying                           |
|        | 1 maart      | Don McLean                                    | Crying                           |
|        | 8 maart      | Don McLean                                    | Crying                           |
|        | 15 maart     | Don McLean                                    | Crying                           |
|        | 22 maart     | Don McLean                                    | Crying                           |
| 235    | 29 maart     | BZN                                           | Pearlydumm                       |
| 236    | 5 april      | Massada                                       | Sajang é                         |
|        | 12 april     | Massada                                       | Sajang é                         |
| 237    | 19 april     | Spargo                                        | You and me                       |
|        | 26 april     | Spargo                                        | You and me                       |
|        | 3 mei        | Spargo                                        | You and me                       |
| 238    | 10 mei       | Goombay Dance Band                            | Sun of Jamaica                   |
|        | 17 mei       | Goombay Dance Band                            | Sun of Jamaica                   |
|        | 24 mei       | Goombay Dance Band                            | Sun of Jamaica                   |
| 239    | 31 mei       | Lipps, Inc.                                   | Funkytown                        |
|        | 7 juni       | Lipps, Inc.                                   | Funkytown                        |
|        | 14 juni      | Lipps, Inc.                                   | Funkytown                        |
| 240    | 21 juni      | Jay & the Americans                           | Cara mia                         |
|        | 28 juni      | Jay & the Americans                           | Cara mia                         |
|        | 5 juli       | Jay & the Americans                           | Cara mia                         |
| 241    | 12 juli      | Maywood                                       | Late at night                    |
|        | 19 juli      | Maywood                                       | Late at night                    |
|        | 26 juli      | Maywood                                       | Late at night                    |
| 242    | 2 augustus   | Olivia Newton-John & Electric Light Orchestra | Xanadu                           |
|        | 9 augustus   | Olivia Newton-John & Electric Light Orchestra | Xanadu                           |
|        | 16 augustus  | Olivia Newton-John & Electric Light Orchestra | Xanadu                           |
| 243    | 23 augustus  | ABBA                                          | The winner takes it all          |
|        | 30 augustus  | ABBA                                          | The winner takes it all          |
|        | 6 september  | ABBA                                          | The winner takes it all          |
|        | 13 september | ABBA                                          | The winner takes it all          |
|        | 20 september | ABBA                                          | The winner takes it all          |
|        | 27 september | ABBA                                          | The winner takes it all          |
| 244    | 4 oktober    | Randy Crawford                                | One day I'll fly away            |
|        | 11 oktober   | Randy Crawford                                | One day I'll fly away            |
| 245    | 18 oktober   | Barbra Streisand                              | Woman in love                    |
|        | 25 oktober   | Barbra Streisand                              | Woman in love                    |
|        | 1 november   | Barbra Streisand                              | Woman in love                    |
|        | 8 november   | Barbra Streisand                              | Woman in love                    |
|        | 15 november  | Barbra Streisand                              | Woman in love                    |
|        | 22 november  | Barbra Streisand                              | Woman in love                    |
| 246    | 29 november  | Stephanie Mills                               | Never knew love like this before |
| 247    | 6 december   | ABBA                                          | Super trouper                    |
|        | 13 december  | ABBA                                          | Super trouper                    |
| 248    | 20 december  | Roland Kaiser                                 | Santa Maria                      |
|        | 27 december  | Geen Top 40 verschenen                        | Geen Top 40 verschenen           |